# Karl Schütz (Kunsthistoriker)
Karl Schütz (* 1945 in Wien) ist ein österreichischer Kunsthistoriker.

## Biografie
Von 1963 bis 1973 studierte er mittlere und neue Kunstgeschichte und Klassische Archäologie an der Universität Wien. Nach der Promotion zum Dr. phil. 1973 (Studien zum fremden Einfluß und einheimischen Traditionalismus in der Großplastik des späteren 16. Jahrhunderts in Österreich) war er seit 1972 an der Gemäldegalerie des Kunsthistorischen Museums Wien tätig. Seit 1990 war er Direktor der Gemäldegalerie, von 2001 bis zum Ruhestand 2011 stellvertretender Generaldirektor.
Seine Forschungsschwerpunkte sind niederländische Malerei, deutsche Malerei des frühen 16. Jahrhunderts, höfische Bildnismalerei und Sammlungsgeschichte.

## Schriften (Auswahl)
- Gemäldegalerie Kunsthistorisches Museum Wien. Braunschweig 1984.
- Das Interieur in der Malerei. München 2009, ISBN 978-3-7774-4405-5.
- Vermeer. Das vollständige Werk. Köln 2017, ISBN 3-8365-6656-7.